# Bandera de Colombia
La bandera de la República de Colombia, también conocida como El Tricolor Nacional, es la bandera nacional que representa al país y, junto con el escudo y el himno nacional, constituye uno de sus símbolos patrios. Consiste en un rectángulo dividido en tres franjas coloreadas con los colores primarios del modelo tradicional de coloración, ocupando la franja superior la mitad de este.
Su diseño está inspirado en la bandera creada en 1801 por los patriotas venezolanos Francisco de Miranda y Lino de Clemente para la Primera República de Venezuela, y aprobada por el Congreso Constituyente de ese país en 1811.
Estos colores fueron adoptados de forma sucesiva por los Congresos de la Gran Colombia, el 17 de diciembre de 1819, y de la República de la Nueva Granada, el 9 de mayo de 1834. La disposición actual de los mismos fue adoptada de forma definitiva el 26 de noviembre de 1861, y su reglamentación dada por medio de los decretos 861 del 17 de mayo de 1924 y 62 del 11 de enero de 1934.
Por su origen común, la bandera colombiana es similar a las banderas del Ecuador y de Venezuela, antiguos territorios constitutivos de la Gran Colombia. De estas la más similar es la del Ecuador, cuya legislación reconoce dos versiones oficiales que presentan una proporción y distribución similares, a excepción de las tonalidades empleadas. El uso del escudo en la bandera de Colombia es obligatorio únicamente en sus versiones de carácter institucional.
La bandera de Colombia, en calidad de símbolo patrio, es empleada oficialmente por el Gobierno y sus instituciones, presentando distintas variantes en su diseño conforme al ámbito de uso. Desde 1925, y por iniciativa del expresidente Pedro Nel Ospina, se estableció el 7 de agosto como la Fiesta Nacional de la Bandera Colombiana, día festivo en conmemoración conjunta con la Batalla de Boyacá.

## Descripción

### Diseño y dimensiones

Carta de construcción de la bandera colombiana. Las cifras en metros (m) y centímetros (cm) corresponden a las dimensiones oficiales. Las cantidades acompañadas de una "X" corresponden a las proporciones equivalentes a las oficiales en metros.

La bandera nacional de Colombia se describe como un rectángulo en tribanda amarillo, azul y rojo en razón 2:1:1, significando esto tres franjas horizontales, con el amarillo en la parte superior ocupando la mitad del ancho de la bandera, azul en el medio ocupando un cuarto del ancho y rojo abajo, ocupando el último cuarto.
Las dimensiones de la bandera no habían sido definidas desde su adopción en 1861. La resolución número 04235 de 1965 del Ministerio de Defensa finalmente estableció que el tamaño de la bandera nacional sea de dos (2) metros de ancho por tres (3) metros de largo en caso de ser izada, o sus dimensiones equivalentes guardando siempre las proporciones 2:3.
Para las instituciones militares se ha establecido otro tipo de dimensiones, que en la mayoría de los casos equivalen a las proporciones 2:3 de la bandera nacional. Las banderas para desfiles pueden tener las mismas dimensiones de la Bandera del Ejército Nacional, pero nunca pueden llevar el escudo. Las dimensiones de esta son 1.35 metros de largo por 1.10 metros de ancho.

### Colores y simbolismo
La primera descripción de los colores que posee la bandera nacional colombiana, así como la interpretación del significado de los mismos, se le atribuye al Patriota Francisco Antonio Zea, quien declaró durante su discurso en el Congreso de Angostura de 1819 (congreso en el cual nació la Gran Colombia) lo siguiente:

Nuestro pabellón nacional, símbolo de las libertades públicas, de la América redimida, debe tener tres franjas de distintos colores: sea la primera amarilla, para significar a los pueblos que queremos y amamos la federación; la segunda azul, color de los mares, para demostrar a los déspotas de España, que nos separa de su yugo ominoso la inmensidad del océano, y la tercera roja, con el fin de hacerles entender a los tiranos que antes de aceptar la esclavitud que nos han impuesto por tres siglos, queremos ahogarlos en nuestra propia sangre, jurándoles guerra a muerte en nombre de la humanidad; en el centro del escudo pondremos la imagen de nuestro cóndor andino, a imitación de los romanos que colocaron en sus banderas las famosas águilas que conquistaron el mundo.
Francisco Antonio Zea

Bandera de Colombia ondeando.

Esta interpretación, acorde a la época turbulenta de la revolución latinoamericana, no es la que se emplea en el presente. La bandera a la que Zea se refería era a la que el libertador Simón Bolívar enarboló durante las campañas de Independencia de 1818 y 1819, y que más tarde se convirtió sucesivamente en la bandera de la Gran Colombia y de la Nueva Granada (hoy Colombia), por lo que desde entonces los tintes de la misma han permanecido intactos.
De acuerdo a la interpretación moderna de los colores, estos significan:
- Amarillo: representa la riqueza del suelo colombiano, así como el sol, fuente de luz, y la soberanía, la armonía y la justicia.
- Azul: representa el cielo que cubre la patria, los ríos y los dos océanos que bañan al territorio colombiano.
- Rojo: representa la sangre vertida por los patriotas en los campos de batalla para conseguir la libertad, la que significa amor, poder, fuerza y progreso.

Los colores exactos de la bandera aún no se han establecido por ley. Sin embargo, tentativamente se recomienda utilizar los siguientes, que son aprobados por la FIAV:
| Denominación | Amarillo   | Azul        | Rojo       |
| ------------ | ---------- | ----------- | ---------- |
| Pantone      | 116 C      | 287 C       | 186 C      |
| RGB          | 255 205 0  | 0 48 135    | 200 16 46  |
| CMYK         | 0 20 100 0 | 100 64 0 47 | 0 92 77 22 |
| HEX          | #FFCD00    | #003087     | #C8102E    |

## Historia

### Origen de la bandera
La bandera de Colombia está basada en la composición cromática creada en 1801 por el general venezolano Francisco de Miranda, precursor de la independencia latinoamericana, quien ondeó por primera vez un pabellón compuesto por los  colores primarios, en su segunda expedición proveniente de Nueva York, el 12 de marzo de 1806 en el mástil del bergantín inglés Leander estando en Jacmel, Haití, rumbo a la fallida invasión al puerto de Coro (Venezuela).
La disposición amarillo, azul y rojo fue presentada en 1811 por Miranda, junto con Lino de Clemente y José Sata y Bussy, al Congreso de Venezuela para que fuera adoptada como insignia nacional de ese país. A esta última actualmente se le conoce como Bandera Madre por ser el origen de los colores nacionales de la Gran Colombia, de la cual sus países sucesores (Colombia, Ecuador y Venezuela) heredaron sus enseñas.
Existen muchas teorías y leyendas que intentan explicar las razones por las cuales Miranda desde 1801 escogió los colores amarillo, azul y rojo para su enseña. Una de ellas se soporta en una carta, en la cual se describe una conversación que el general tuvo con el sabio alemán Johann Wolfgang von Goethe sobre su libro Teoría de los colores, en una fiesta ofrecida en la ciudad de Weimar en 1785:

Primero me explicó la forma cómo el iris convierte la luz en los tres colores primarios, después me comprobó por qué el amarillo es el color más cálido, noble y próximo a la luz, por qué el azul es esa mezcla de excitación y serenidad, una lejanía que evoca las sombras, y por qué el rojo es la exaltación del amarillo y el azul, la síntesis, el desvanecimiento de la luz en la sombra.

No es que el mundo esté hecho de amarillos, azules y rojos. Es que así, como una combinación al infinito de aquellos tres colores, lo vemos todos los seres humanos. […]

Un país parte de un nombre y de una bandera y se convierte en ellos, como un hombre que cumple un destino.
Francisco de Miranda

Otra hipótesis afirma que Miranda, luego de vivir un año en Rusia, se habría inspirado en la bandera de dicho país para crear la venezolana, sustituyendo el blanco de la nieve y el frío por el amarillo de calidez y trópico. Una versión diferente sugiere que Miranda adoptó estos tres colores como prueba de gratitud a su amiga, la emperatriz Catalina II de Rusia (otras fuentes dicen que la sueca Cristina Hall), en quien se inspiró para crear el amarillo por el rubio de sus cabellos, el azul por el color de sus ojos y el rojo por la intensidad de sus labios.
Por otra parte, otra teoría manifiesta que su motivo de inspiración pudo haber sido el estandarte de la Guardia Ciudadana de Hamburgo (Hamburger Bürgerwache), mientras otra supone que su estímulo fue el primigenio escudo de Colón, que llevaba los esmaltes rojo, amarillo y azul, dado que el general era un profundo estudioso del Navegante y admirador del mismo.
La más simple, y quizás más verídica de estas versiones, es la que dice que Miranda tomó los colores para su pabellón de los más visibles en el arco iris. Varios documentos del General, entre ellos su diario militar y su obra Colombeia, declaran que planeaba utilizar para Colombia (nombre que le daba a Hispanoamérica) una bandera cuyos tintes fueran rojo, amarillo y azul, en ese orden, que son los colores predominantes del arco iris. La idea de usar estos esmaltes en la bandera está documentada también en su plan elaborado en 1801 para construir un ejército destinado a liberar a América, el cual presentó al gobierno británico, y en el que solicitaba diez banderas, cuyos colores sean rojo, amarillo y azul, en tres zonas.
Esta descripción de tonalidades, recurrente en su obra personal como los colores del arco iris, hacen presumible que utilizara un pabellón de tales características en algún momento. Sin embargo, y a pesar de estas palabras escritas por Miranda, la configuración de los colores fue cambiada por él mismo de forma inexplicable a amarillo, azul y rojo. No se tiene certeza sobre la razón o el momento en el cual ocurrió tal cambio, pero es cierto que fue esta disposición la adoptada por Venezuela en 1811 y que luego fue heredada a la Gran Colombia.

### Banderas de la emancipación
Debió pasar algún tiempo para que el tricolor mirandino se convirtiera en la enseña nacional de la Nueva Granada (hoy Colombia). El principal motivo se debe a que durante la época de la emancipación americana, muchas de las provincias que componían el Virreinato de Nueva Granada se declararon independientes de España formando pequeños Estados, y para diferenciarse de las demás cada una adoptó sus propias insignias.
La primera bandera realmente representativa del concepto de patria soberana fue la adoptada por las Ciudades Confederadas del Valle del Cauca (Anserma, Buga, Cali, Caloto, Iscuandé, Popayán y Toro). En una asamblea celebrada el 26 de julio de 1811 en Popayán se decretó como símbolo de estas ciudades una divisa azul celeste y blanco con orla de plata. No se especificaron medidas ni proporciones de ninguna índole, de tal modo que existía para quien la confeccionara la libertad de tomar los tamaños que deseara; igualmente el decreto incurrió en un error, ya que plata y blanco en heráldica son el mismo color. Como celebración de los cincuenta años de su creación, esta bandera fue readoptada por el departamento del Valle del Cauca por medio de la ordenanza N.º 146 del 31 de diciembre de 1960.
Cartagena de Indias creó el segundo pabellón de la gesta emancipadora neogranadina. Su divisa, de colores rojo, amarillo y verde en cuadrados concéntricos con una estrella blanca en el centro, presuntamente, el 17 de noviembre de 1811 junto con el escudo de armas la ciudad, y formalmente oficializada el 21 de enero de 1812. Sin embargo, se sabe que durante los movimientos que acontecieron el 11 de noviembre los patriotas de Cartagena utilizaron escarapelas de colores blanco y verde. La importancia del pabellón cuadrilongo radica en que fue el primero en ser empleado por el ejército neogranadino en varias batallas, tanto terrestres como navales, además de ser la que enarboló Atanasio Girardot al momento de su muerte en el cerro Bárbula, durante el transcurso de la Campaña Admirable. Por su importancia histórica y por la unión que las cobijó bajo el nombre de Estado Libre de Cartagena, esta bandera es usada, desde principios del siglo XX, por las ciudades de Cartagena, Barranquilla, Carmen de Bolívar y Malambo.
Otra provincia que decretó bandera fue la de Cundinamarca, que adoptó los colores azul celeste, amarillo tostado y rojo punzó el 7 de agosto de 1813. Fue creada por Antonio Nariño, líder centralista y principal opositor del federalismo en la Nueva Granada. Al parecer el prócer se basó en los colores de la bandera de Bogotá, ya usados en el movimiento del 21 de julio de 1810, añadiendo el azul celeste en la parte superior. Otras fuentes sugieren que Nariño quizás adoptó como bandera para Cundinamarca la misma que había utilizado el precursor de la libertad americana, Francisco de Miranda. Desde el 5 de agosto de 1886 el tricolor azul, amarillo y rojo es la bandera del departamento de Cundinamarca.

### Primera bandera nacional
Entre 1810 y 1812, aquellas provincias que no querían permanecer bajo la corona española se unieron para formar la primera república en la historia nacional de Colombia, la cual se denominó oficialmente Provincias Unidas de la Nueva Granada y cuya capital fue Tunja. La conformación de esta llevó a un choque de ideas con los centralistas, que habían formado el Estado de Cundinamarca, con capital en Santafé de Bogotá. Esto desembocó en la primera guerra civil de la historia colombiana, que a la larga llevó a la anexión de Cundinamarca por parte de las Provincias Unidas.
Al lograr cierta estabilidad, los representantes de cada una de las regiones que conformaban la federación se reunieron durante el año de 1814 en Congreso, para llegar a algunos convenios sobre diversos asuntos de interés nacional, entre ellos para fijar los emblemas que debían usarse para identificar a la joven república frente a las demás. En tal Congreso las Provincias Unidas adoptaron como pabellón nacional aquel que había enarbolado la ciudad de Cartagena de Indias en 1811, y que puede reconocerse como la primera bandera nacional:

Ley del 26 de abril de 1814

El Congreso de las Provincias Unidas de la Nueva Granada [...] decreta:

Que adopta, provisionalmente, como de la Unión, según lo ha solicitado el gobierno de Cartagena, el pabellón que se usa actualmente en aquel puerto, formada por tres cuadrilongos concéntricos; el primero, exterior, encarnado, el segundo amarillo y el tercero verde, con una estrella de ocho puntas o radios en el centro.

Esta bandera al parecer fue reemplazada el 14 de julio de 1815 por una con tres franjas horizontales de igual magnitud, pero con los mismos colores, siendo la superior amarilla, la del medio verde y la inferior roja. Se deduce esta disposición de la ley dictada ese día, que reglamentaba y daba una completa descripción del escudo nacional de entonces, la cual mencionaba en una de sus secciones:

Envuelto todo en tres bandas de oro, sinople y gules, que son los colores de la bandera y pabellón nacional.

No es claro si por medio de este decreto se produjo el cambio, pero es posible que una versión de franjas horizontales fue la que llevaron las tropas neogranadinas, comandadas por el general Francisco de Paula Santander, en las batallas del Pantano de Vargas y del Puente de Boyacá en 1819.

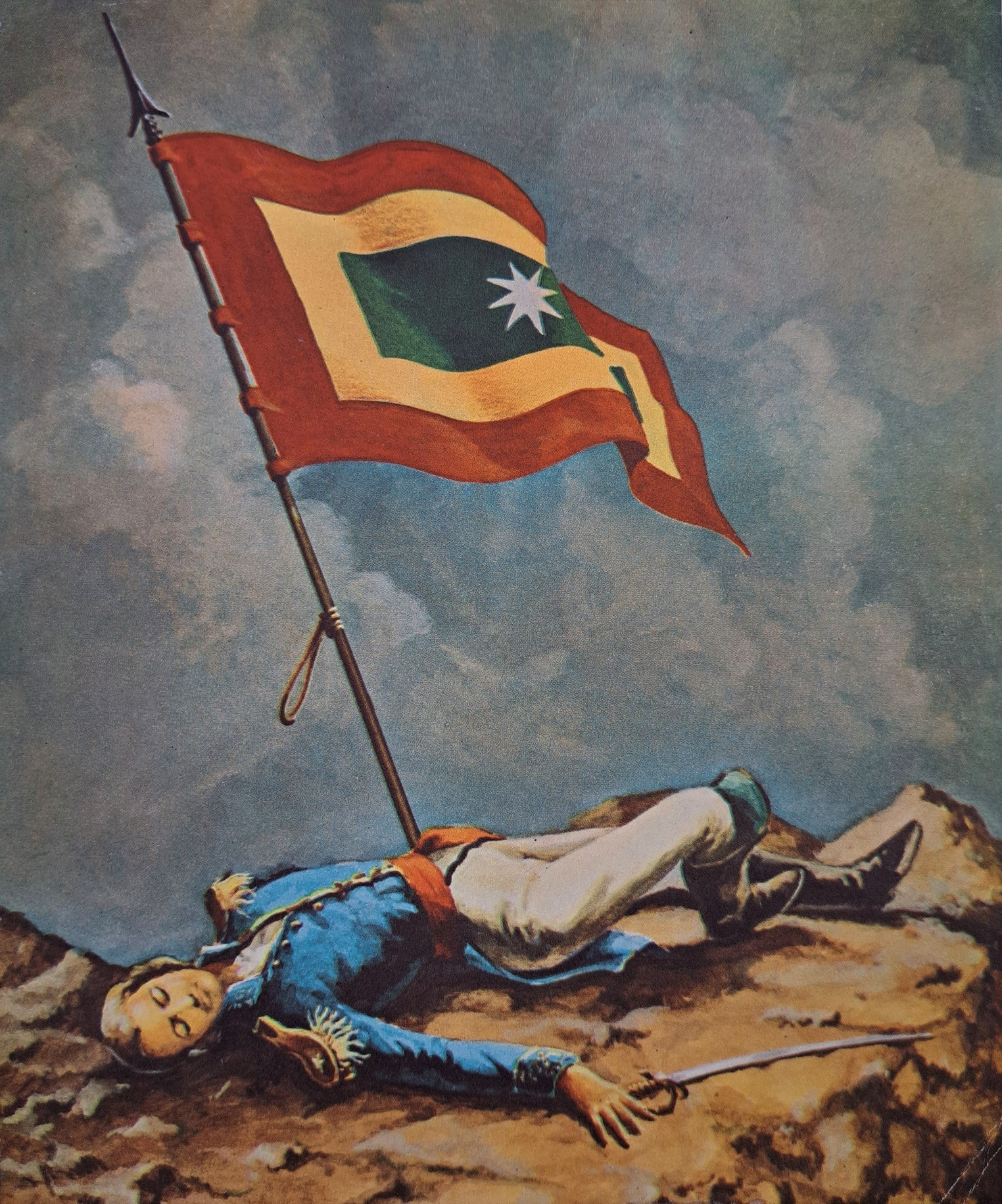
Muerte del coronel Atanasio Girardot en la cima del Bárbula.

Muchos historiadores concuerdan en que el pabellón cuadrilongo ya había sido usado por Bolívar durante la Campaña Admirable de 1813. Esto se presume del hecho de que cuando Bolívar llegó a Cúcuta a fines de 1812 conoció al coronel cartagenero José María del Castillo y Rada, y como las huestes de ambos carecían de insignias, el coronel sugirió que se usaran las de su patria; así lo acepta Bolívar y es por tanto las que este enarbola durante su campaña para liberar a Venezuela de las fuerzas españolas. Como aseveración de esto se puede leer lo siguiente en una carta del Libertador al presidente Rodríguez Torices escrita en mayo de 1814:

Vuestra Excelencia, Director de los destinos de la patria en la carrera de la libertad, la mantiene bajo el Imperio de las leyes y al mismo tiempo que la hace respetar de los enemigos externos y hace ir el Pabellón de Cartagena a todos los mares americanos a apresar el Pabellón Español".

Es necesario hacer esta aclaración pues es muy común el error de creer y aún pintar a Atanasio Girardot cayendo herido y envuelto en el pabellón amarillo, azul y rojo. La confusión posiblemente se debe a que los autores en general son poco explícitos; por lo regular, hablan de la bandera tricolor o del pabellón neogranadino. Es el caso que tanto la actual bandera de Colombia como la bandera de Cartagena, son tricolores.

### Banderas de la Gran Colombia
Aunque la Nueva Granada usó la bandera cartagenera como enseña nacional de forma oficial, ésta fue reemplazada por la de Miranda (la que presentó en 1811) al unirse a Venezuela para formar la Gran Colombia. La causa primordial de la adopción de dicha enseña se debe a que el tricolor venezolano fue el portado por el Libertador Simón Bolívar durante la campaña libertadora, que ya venía ondeando junto con el neogranadino desde 1813 en diversas expediciones y batallas. Bolívar lo presentó entonces al Congreso de la República, siendo adoptado como pabellón nacional por medio de la Ley Fundamental de la República sancionada el 17 de diciembre de 1819, y ratificado como tal por el Congreso Nacional el 12 de julio de 1821. Otra razón es la similitud entre la bandera venezolana y neogranadina; aparte de las proporciones, tan solo se diferenciaban en el color de su banda central.
Las banderas usadas durante el periodo grancolombiano eran similares a las utilizadas actualmente por Colombia, con la diferencia que el azul era celeste y la franja roja era, en algunas versiones, mucho más estrecha. Sin embargo al no existir un decreto que diera una clara definición de las dimensiones y colores exactos que debería poseer la bandera, los modelos existentes eran distintos entre sí.

### Banderas de la Nueva Granada
Al fragmentarse la Gran Colombia, sus países sucesores siguieron usando los mismos emblemas que poseía esta nación de forma provisional, hasta que fueran decretadas insignias propias; las leyes del 19 de agosto de 1830 (Ecuador), 14 de octubre de 1830 (Venezuela) y 17 de diciembre de 1831 (Nueva Granada) así lo confirmaron. Debido a esta continuidad con los emblemas, los colores amarillo, azul y rojo se perpetuaron a través del tiempo y desde entonces son empleados en las banderas de Colombia, Venezuela y Ecuador.

Bandera propuesta para la República de la Nueva Granada.

De este modo es que desde 1830 hasta 1834 la Nueva Granada, ahora convertida en república, usó los mismos colores grancolombianos. El escudo nacional permaneció igual, tan solo añadiendo el lema “Estado de Nueva Granada” en su bordura para diferenciarlo del empleado por sus vecinos.
En 1833 el doctor Alejandro Vélez presentó al congreso un proyecto de bandera y de escudo para el país, siendo la primera una de franjas verticales con los colores que fueron usados por las Provincias Unidas de la Nueva Granada en 1815. La división más inmediata al asta se componía de dos cuadriláteros, el superior rojo y el inferior verde; la división central era toda amarilla y la extrema estaba compuesta de dos cuadriláteros, el superior verde y el inferior rojo. Igualmente expuso varios modelos de banderas para la marina y la armada del país. Aunque el proyecto pasó gran parte de los debates en el congreso, no fue redactada ninguna ley que ratificara su propuesta como el pabellón nacional.
Finalmente es el 9 de mayo de 1834 cuando Francisco de Paula Santander, en calidad de presidente de la República de la Nueva Granada, establece los colores y su disposición en la bandera con los siguientes parámetros:

Ley 3 del 9 de mayo de 1834

Artículo 6: Los colores nacionales de la Nueva Granada serán rojo, azul y amarillo. Estarán distribuidos en el pabellón nacional en tres divisiones verticales de igual magnitud: la más inmediata al asta, roja; la división central, azul y la de la extremidad, amarilla.

Esta bandera logró resistir varios cambios políticos del país, incluso la dictadura del general José María Melo en 1854, quien cambió de facto el escudo de la república y de paso la bandera de guerra, que tenía el escudo en su centro.
La Confederación Granadina conservó estos colores y así el presidente Mariano Ospina Rodríguez decretó en la ley del 30 de junio de 1858 que las armas y el pabellón nacional de la Nueva Granada continuarían siendo los de la Confederación. La bandera que se viene describiendo, alcanzó a vivir varios años luego de la nueva denominación política que se le dio al país, y finalmente muere en noviembre de 1861.
Durante la breve existencia de la Confederación Granadina, los estados federados que conformaban la Unión utilizaron las mismas insignias de la nación, con algunas diferencias; su bandera era la misma nacional pero con el escudo emplazado sobre la franja azul, y el óvalo que rodeaba a este, en lugar de llevar las estrellas plateadas que simbolizaban el número de estados, tenía inscrito el nombre de cada uno de estos.
Al cambiar el país transitoriamente de nombre a mediados de 1861 y pasar a llamarse Estados Unidos de la Nueva Granada, el entonces presidente provisional Tomás Cipriano de Mosquera redactó un decreto el 26 de julio del mismo año en el cual modificaba el pabellón nacional, declarando que la franja azul de la bandera debería llevar tantas estrellas blancas cuantos fueran los Estados de la Unión. El número de puntas no fue citado por la ley, pero se generalizó el uso de cinco puntas.

### Bandera actual de Colombia

Escudo de Armas actual de Colombia donde se muestran cuatro banderas del país colgadas, dos a cada lado del blasón, adoptado el 17 de mayo de 1924.

El 20 de septiembre de 1861 el nombre del país fue cambiado a Estados Unidos de Colombia. Todas las banderas adoptadas por la República de la Nueva Granada, la Confederación Granadina y los Estados Unidos de la Nueva Granada, fueron abolidas el 26 de noviembre del mismo año. El general Tomás Cipriano de Mosquera, quien aún servía como presidente provisional de la Unión, sancionó el decreto del 26 de noviembre de 1861 donde dispuso que las franjas fuesen de nuevo horizontales, con las siguientes especificaciones:

Decreto del 26 de noviembre de 1861

Artículo 2: Los colores del pabellón nacional de los Estados Unidos de Colombia son amarillo, azul y rojo, distribuidos en fajas horizontales y ocupando el amarillo la mitad del pabellón nacional, en su parte superior, y los otros dos colores la otra mitad, divididos en fajas iguales, el azul en el centro y el rojo en la parte inferior.

Desde entonces, la bandera nacional colombiana no ha sufrido cambio alguno, excepto por sus dimensiones, que nunca habían sido fijadas. La resolución 04235 de 1965 del Ministerio de Defensa finalmente solucionó este dilema.
Las únicas banderas que desde 1861 han experimentado modificaciones han sido aquellas que poseían en su centro el escudo nacional. Al expedirse el decreto 838 de 1889 por el cual fueron suprimidas las nueve estrellas que llevaba el escudo en el borde y se cambió la inscripción “Estados Unidos de Colombia” por la de “República de Colombia” que llevaba el mismo, estas banderas fueron modificadas adoptando sus características modernas.

## Variantes
Según la reglamentación vigente, la bandera de Colombia tiene características determinadas según la usanza que se le dé por parte de los cuerpos diplomáticos, civiles o militares. Los decretos que rigen estas especificaciones son los expedidos el 17 de mayo de 1924 (decreto 861), 11 de enero de 1934 (decreto 62) y 9 de noviembre de 1949 (decreto 3558).

### Bandera nacional y civil
La Bandera Nacional está destinada al uso de todos los ciudadanos, entidades públicas y privadas en sus actos, por ley debe estar izada de manera permanente en la entrada principal de los edificios de todas las entidades públicas, colegios y universidades, guarniciones militares y de policía, además debe ser izada en cada hogar y en los edificios públicos y privados durante las fiestas nacionales y municipales. De igual manera, es empleada por embajadas, legaciones y consulados acreditados en el exterior, quienes deben enarbolarla en un lugar visible.

### Pabellón mercante
Este pabellón es empleado por los barcos de la marina mercante, así como por embarcaciones y aviones civiles colombianos. Los decretos de 1934 y 1949 especifican el diseño de construcción de esta bandera, la cual debe tener las siguientes características:
- Los colores y proporciones de las fajas deben ser las mismas del pabellón nacional.
- Sus dimensiones deben ser tres metros (3 m) de largo por dos (2 m) de ancho.
- En su centro debe llevar un escudo de forma ovalada de fondo azul, circuido de una zona de terciopelo rojo de cinco centímetros (5 cm) de ancho, y con una estrella blanca en el centro, de ocho (8) rayos y de diez centímetros (10 cm) de diámetro.
- Los ejes mayor y menor de dicho óvalo deben ser cuarenta centímetros (40 cm) y treinta centímetros (30 cm), respectivamente.

Históricamente, el pabellón mercante ha sido reglamentado a la par del nacional desde 1834. El primero de ellos, establecido por Francisco de Paula Santander, consistía en tres franjas verticales de colores rojo, azul y amarillo con una estrella blanca de ocho puntas en la división central. Estuvo en uso hasta noviembre de 1861, cuando el presidente Tomás Cipriano de Mosquera decretó como de la marina una bandera tricolor amarillo, azul y rojo de franjas horizontales, la superior más ancha que las otras dos, cuyas proporciones eran dos (2) metros de ancho por tres (3) de largo en cuyo centro debía llevar un óvalo azul con nueve estrellas plateadas de siete rayos que representaban el número de entidades federales de los entonces Estados Unidos de Colombia. Según la norma, dicho óvalo iba rodeado de una zona roja de cinco (5) centímetros de ancho, que no debía exceder cuarenta (40) centímetros en su mayor diámetro.
Al acoger el país el sistema unitario, las estrellas centrales que representaban el federalismo se cambiaron por decreto ejecutivo 309 del 28 de abril de 1890 a una sola estrella, haciéndola de ocho puntas como la tradicional usada por Cartagena y las Provincias Unidas. Finalmente en 1934 fue diseñada con sus características actuales.

### Bandera y Pabellón de guerra
El decreto 861 de 1924 declara que aquella bandera que lleva en su centro el escudo nacional de la República, bordado sobre un círculo blanco con un radio de treinta (30) cm y bordeado por un círculo rojo de cinco (5) cm de ancho y de cuarenta (40) cm de diámetro, recibe la denominación de bandera de guerra, la cual señala la existencia de un estado de guerra o la pertenencia a una institución militar. Dicha ley establece el diseño de construcción de esta bandera, la cual debe tener las siguientes características:
- Los colores y proporciones de las fajas deben ser las mismas del pabellón nacional.
- La bandera del Ejército para las tropas de a pie debe tener un metro y treinta y cinco centímetros (135 cm) de largo, por un metro y diez centímetros de ancho (110 cm).
- El estandarte para las armas montadas, debe tener un metro de largo por uno de ancho (1 m × 1 m).
- La bandera de la Armada Nacional debe tener las mismas dimensiones del pabellón nacional.[30]
- Todas estas banderas deben llevar en el centro el escudo de armas de la República, enmarcado en una circunferencia de terciopelo rojo de cinco centímetros (5 cm) de ancho y de cuarenta centímetros (40 cm) de diámetro en su parte exterior, dentro del cual se inscribe, en letras de oro, el nombre del cuerpo de tropas a que pertenece.

La bandera de guerra ha sido regulada de forma constante desde 1834. La primera en ser regulada fue la de la República de la Nueva Granada, que consistía en un tricolor de tres franjas verticales (rojo, azul y amarillo) con el escudo nacional en el centro. Su uso se extendió a los buques de guerra, las fortalezas y edificios públicos, y fue reglamentada para que se utilizara por los diplomáticos de la República en países extranjeros. Sirvió de pabellón de guerra hasta finales del año 1861.
Por la ley del 20 de mayo de 1848 se organizó la Guardia Nacional, por lo cual se crearon banderas para los distintos batallones y escuadrones del citado cuerpo. A los batallones se les dio una bandera con los colores nacionales en ambos lados. De un lado llevaba el nombre del cuerpo y el letrero “Libertad y Orden”, y del otro lado el letrero “República de la Nueva Granada”, ambos en letras mayúsculas de plata.
A principios de 1854 el país vivió un golpe de Estado llevado a cabo por el general José María Melo en contra del gobierno de José María Obando. Durante ese año se supone el uso durante unos meses de una bandera de guerra e insignia naval distinta. Sin embargo no se conoce el texto legal que creó las nuevas armas de la república.
En 1861 se reglamentó una nueva bandera para la nación, y con ella también la de la marina mercante y la de guerra, con dos variantes. La bandera naval de guerra debía llevar el escudo de armas nacional en el centro no excediendo en su mayor diámetro (ya que tenía forma oval o elíptica) los cuarenta (40) cm. La bandera de guerra de los cuerpos de infantería y artillería sería igualmente la bandera nacional en proporción 5:6. Ambas fueron modificadas por decreto ejecutivo 838 del 5 de noviembre de 1889, el cual retiraba del escudo la frase “Estados Unidos de Colombia”; y luego por medio del decreto 844 del 14 de julio de 1906, que implementaba en el círculo rojo un número de estrellas iguales al número de departamentos del país. La actual bandera de guerra para uso naval y terrestre se adoptó, finalmente, el 17 de mayo de 1924 y su uso reglamentado el 9 de noviembre de 1949.

### Estandarte presidencial
Es utilizado por el Presidente de Colombia, quién, como comandante en jefe de las Fuerzas Armadas del país, habría de ser el único civil que en tiempos de paz señalase en su enseña el escudo nacional. Fue adoptada el 9 de noviembre de 1949 y reglamentada por el decreto 1967 de 1991, por lo cual, en comparación con las demás banderas, es de legislación reciente.
El estandarte presidencial consiste en la misma bandera nacional, con sus mismas proporciones y esmaltes, conteniendo en su centro el escudo de la República bordado sobre un círculo blanco de treinta (30) cm de radio, o sesenta (60) cm de diámetro. El borde rojo, si bien no se menciona en ningún decreto, fue usado desde un principio conteniendo la inscripción “República de Colombia” en la parte superior, y ocasionalmente “Presidencia”, “Presidente” o “Libertad y Orden” en la inferior, siempre en letras doradas. Desde la promulgación del decreto 1967 de 1991, el escudo de armas por lo general se usa en solitario en el centro.

#### Banda presidencial
La banda que distingue al Jefe del Estado, ostentará los mismos colores de la bandera, en igual posición y el escudo de armas. Esta insignia terminará con dos borlas sin otro emblema. Será usará en sus retratos oficiales y el día de su transmisión de mando, el 7 de agosto, cuando inicia su mandato.
La actual banda presidencial tiene 2 metros con 15 centímetros de largo y 12 centímetros de ancho. Las borlas alcanzan los 8 centímetros. La hoja es de 10 cm de ancho con tres franjas la amarilla más ancha que las dos últimas que serán del mismo ancho, el azul y rojo. Se hace en una sola pieza de tela hecha en ambos colores.
Existen diferentes modelos de banda presidencial. Algunas de ellas tenían el escudo de guerra, encerrado en un círculo rojo; en otras se usó una versión del escudo modificada en la que solo estaba el blasón y el águila.

## Regulación y uso
La bandera de Colombia, junto con el escudo y el himno, están reglamentados por medio de varios decretos.

### Protocolo

Protocolo de colocación del pabellón de Colombia:
Arriba. Junto a otra bandera.
Abajo. En un grupo de banderas.

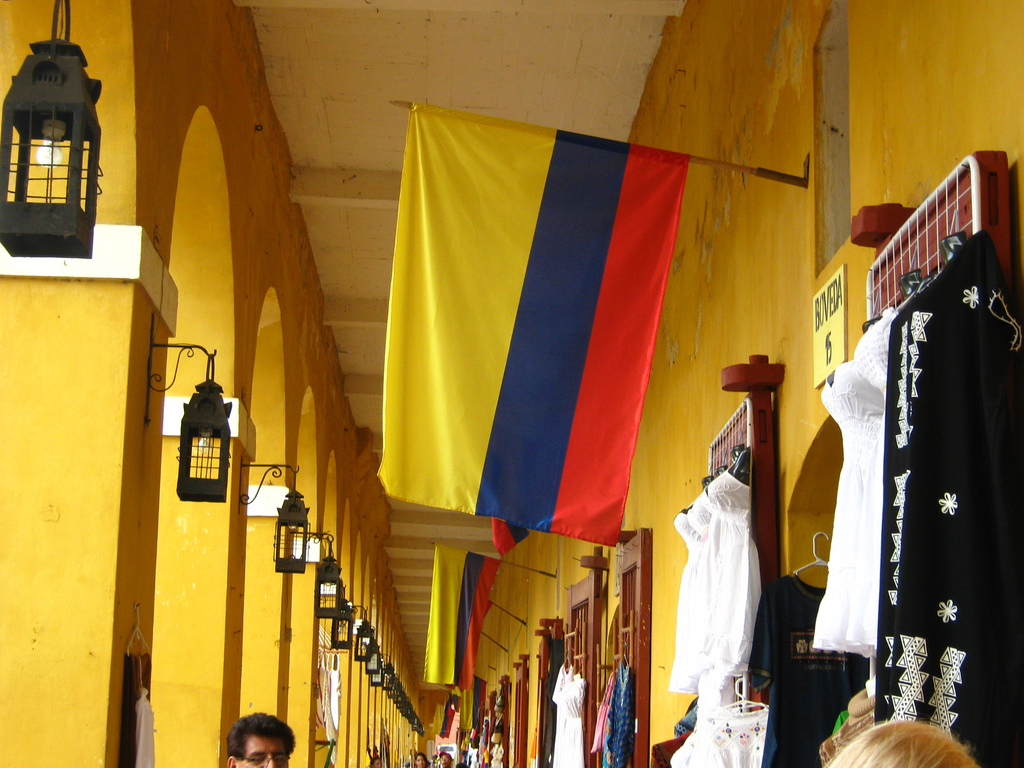
Grupo de banderas, en una edificación del centro histórico de Cartagena de Indias.

El protocolo a seguir al momento de izar o arriar la bandera, y para actos protocolarios, es el siguiente, según lo dispuesto por el decreto 1967 del 15 de agosto de 1991:
- La bandera se debe ubicar a la derecha de quien preside el acto (izquierdo mirándose de frente).
- Debe estar siempre a la altura física requerida para que nunca toque el suelo.
- La bandera no puede tener los colores desteñidos o estar rota.
- Debe usarse en forma original; no puede elaborarse con ella ninguna clase de adornos que alteren su representatividad.
- El pabellón nacional sólo puede desplegarse de día y excepcionalmente en un ámbito luminoso semejante, que permita apreciarla en toda su expresión.
- El asta de la bandera siempre termina de manera plana o en esfera. Solo los militares deben utilizar el asta de las banderas en punta de lanza.
- La decisión de poner la bandera de Colombia a media asta, solo puede ser dada por el Ministerio de Defensa.
- Cuando el pabellón nacional ice junto a otro, debe quedar siempre a la derecha (izquierdo mirándose de frente).
- Cuando está con un grupo de banderas de otros países, al centro debe ir la de Colombia y luego las demás en orden alfabético de los nombres en castellano de los países a que pertenecen. La primera se coloca a la derecha de la bandera nacional, la segunda a la izquierda, la tercera a la derecha y así alternativamente.
- Todas las enseñas tienen que ir al mismo nivel.
- Cuando se ice o arreé un grupo de banderas, se ejecuta el Himno Nacional de cada país, siendo la bandera de Colombia izada en primer lugar y arriada de última. Se efectúa en forma simultánea el acto de izar o arriar las banderas cuando sólo se interprete el himno nacional de Colombia.
- El pabellón puede ser usado para cubrir los féretros de autoridades civiles, eclesiásticas y militares, y los de personalidades de reconocida trayectoria.

### Día de la bandera

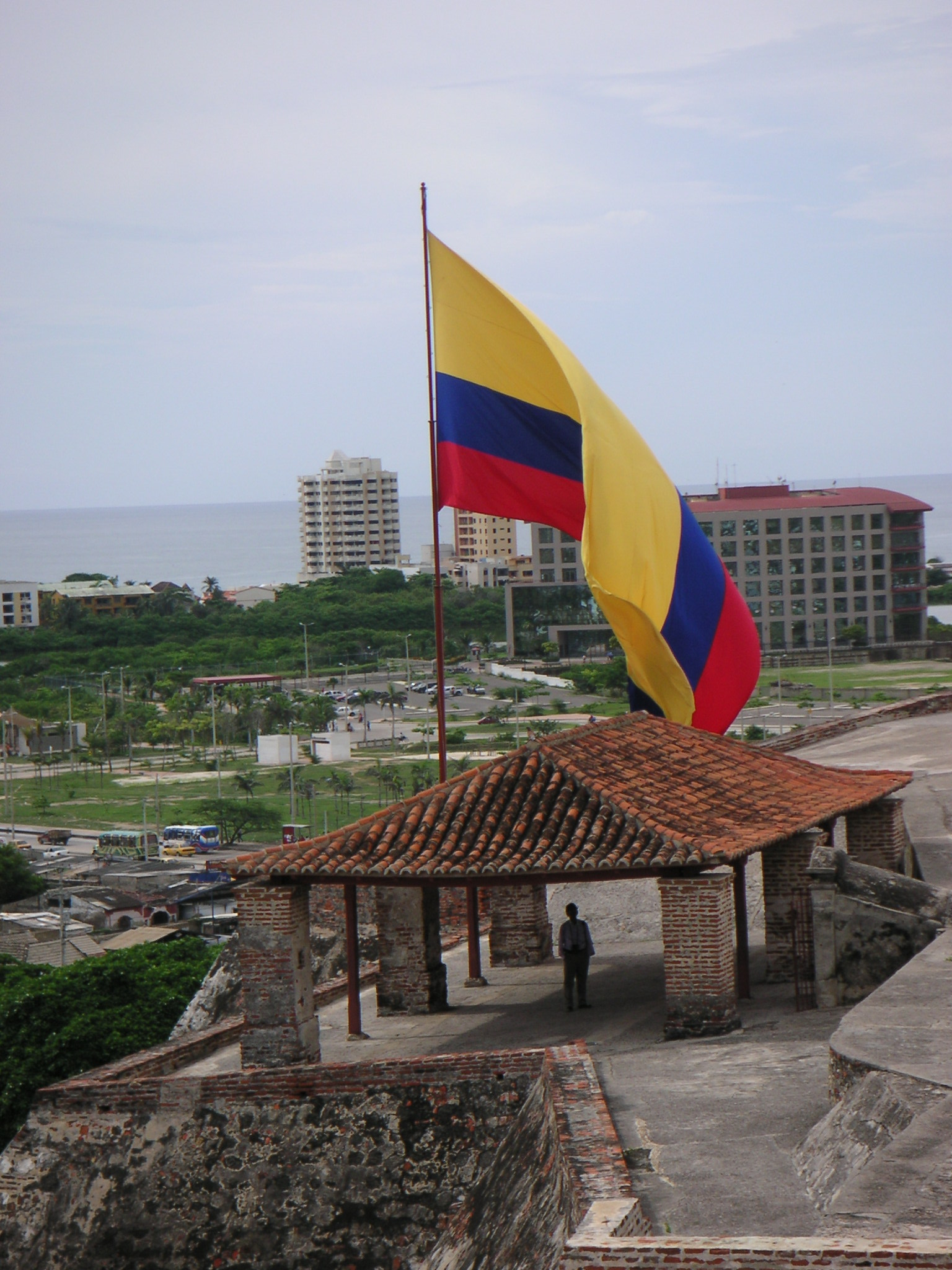
Bandera de Colombia ondeando en la ciudad de Cartagena de Indias.

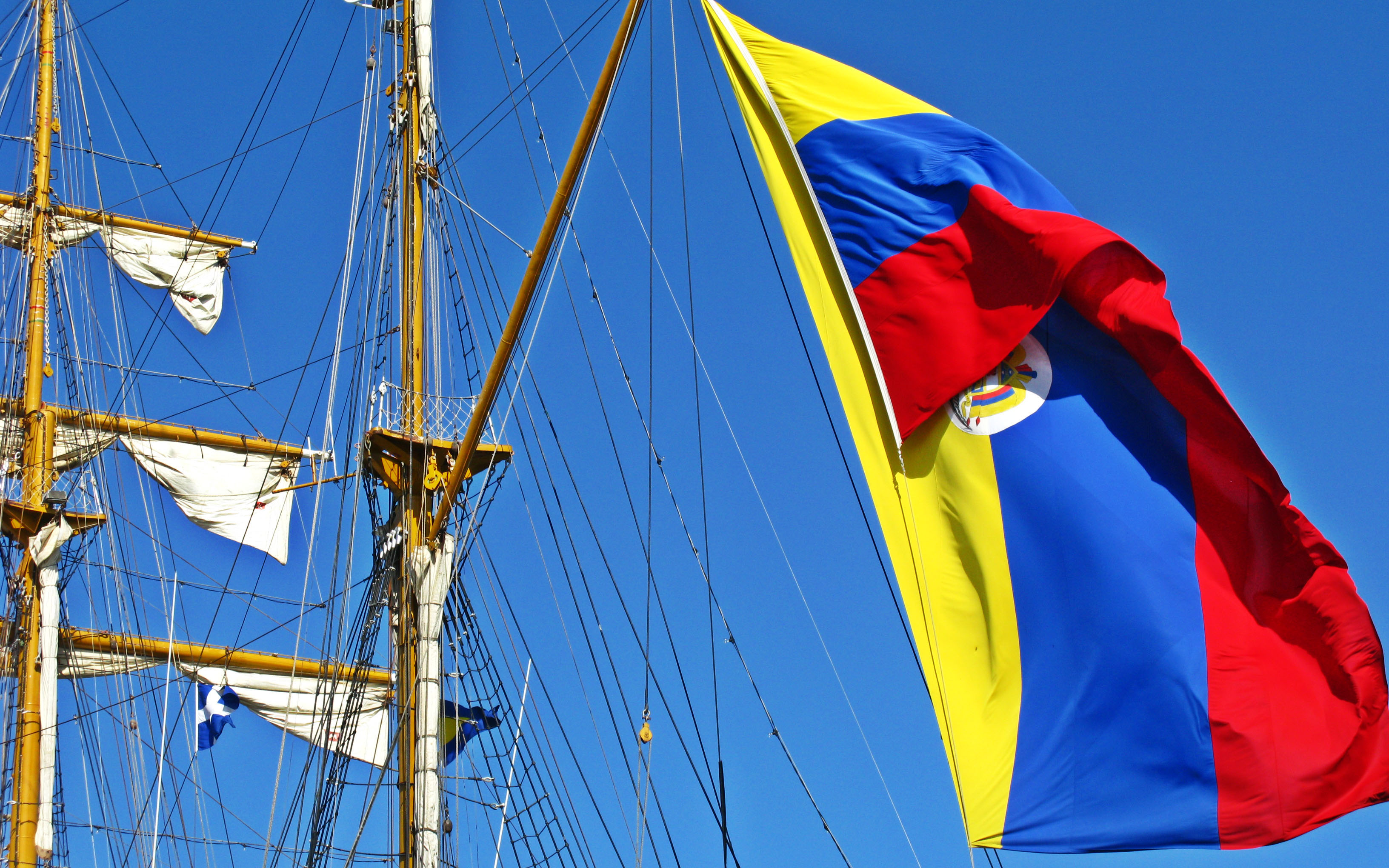
La bandera de Colombia, en el ARC Gloria, insignia de la Armada Nacional de Colombia.

El día de la bandera fue decretado por medio de la Ley 28 de 1925, la cual establece que este debe celebrarse el 7 de agosto de cada año, en conmemoración al 7 de agosto de 1819, fecha en la cual el ejército español fue derrotado por los patriotas en la campo de Boyacá, sellando la independencia de Colombia.
Igualmente, según el decreto 1967 de 1991, la bandera debe ser mostrada obligatoriamente en los edificios públicos, casas y dependencias oficiales y particulares, en las siguientes fechas:
- 20 de julio (Aniversario de la Independencia).
- 7 de agosto (Batalla de Boyacá).
- 12 de octubre (Descubrimiento de América y Día de la Raza).
- 11 de noviembre (Independencia de Cartagena).
- Fiesta nacional del Sagrado Corazón de Jesús.
- En los departamentos en la fecha conmemorativa de su creación como entidades territoriales de la República.
- En las ciudades capitales, municipios y demás localidades en los aniversarios de su fundación.

Además, según lo dispuesto por el decreto 3558 de 1949, los edificios nacionales deben también izarla en ciertos días señalados:
- 16 de marzo (Insurrección de los Comuneros).
- 28 de marzo (Batalla del Bajo Palacé).
- 7 de abril (Batalla de Bomboná).
- 24 de mayo (Batalla de Pichincha).
- 24 de junio (Batalla de Carabobo).
- 24 de julio (Natalicio del Libertador y Batalla Naval del Lago de Maracaibo).
- 6 de agosto (Batalla de Junín y aniversario de la fundación de Bogotá).
- 9 de diciembre (Batalla de Ayacucho).
- 17 de diciembre (Muerte del Libertador).
- En los domingos y días feriados.

### Luto
La bandera de Colombia se iza enlutada y a media asta en los días declarados oficialmente como duelo nacional y en las ocasiones que lo disponga expresamente el Congreso Nacional o el Órgano Ejecutivo.
El luto para dichas situaciones consiste en un lazo de crespón de color negro, cuyos extremos colgantes tienen de longitud la mitad del ancho de la bandera.

### Sanciones
El antiguo Código Penal colombiano (Decreto 100 de 1980) disponía en su capítulo primero (artículo 117) que quien ultrajare públicamente los símbolos patrios de Colombia, esto es el himno, la bandera o el escudo nacional, incurriría en traición a la Patria y debería cumplir una condena en prisión de seis (6) meses a dos (2) años.
Posteriormente, con la expedición de la Ley 599 de 2000, la pena de prisión fue eliminada por el art. 461 y reemplazada por multa. Sin embargo, la norma fue declara inexequible por la Corte Constitucional (fuera del ordenamiento jurídico y por tanto sin aplicación) mediante la sentencia C-575 de 2009.
Por su parte, se impone multas, por parte de las autoridades competentes, de cinco (5) a diez (10) salarios mínimos diarios legales a las personas que no icen la bandera en lugar visible al público en los días indicados por los decretos vigentes, o a quien la ice en mal estado, desteñidos los colores o alterada la composición de ellos en su forma original.

## Juramento a la bandera

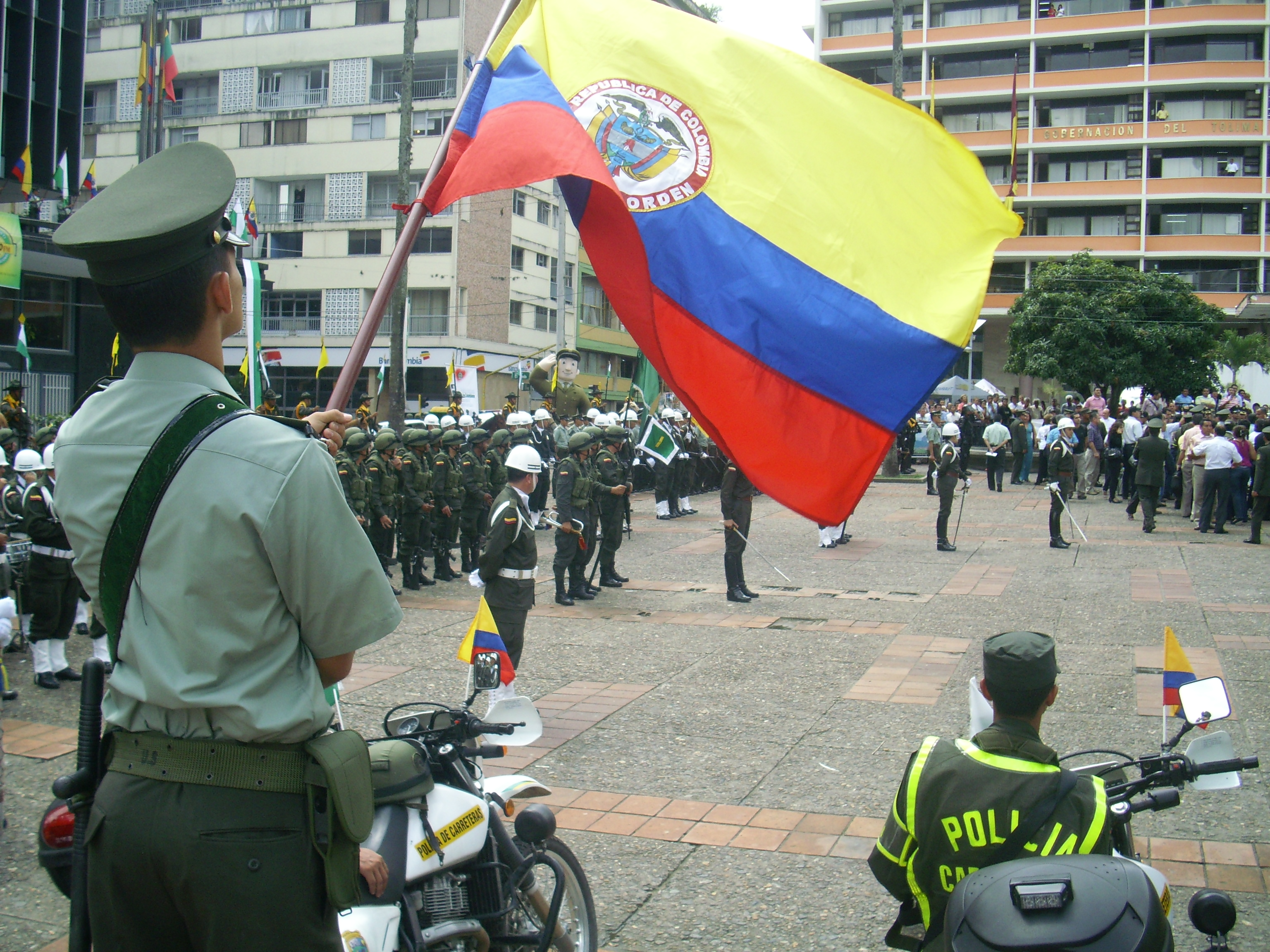
Ceremonia policial en la ciudad de Ibagué.

El «Juramento a la Bandera» es un soneto colombiano, alusivo a la soberanía nacional. Según el artículo 13 del Decreto 2388 de 1948, debe realizarse de la siguiente forma:

### Al soldado
- Quien toma el juramento: "Soldados, ¿Juráis a Dios y prometéis a la Patria defender esta bandera hasta perder por ella vuestras vidas y no abandonar a vuestros jefes, compañeros y subalternos en acción de guerra y en cualquier otra ocasión?"

- Responden los soldados: "¡Sí, juramos!"

- Quien toma el juramento: "Si así lo hiciereis, que Dios y la patria os premien, de no ser así, que Él y ella os lo demanden".

### Al estudiante

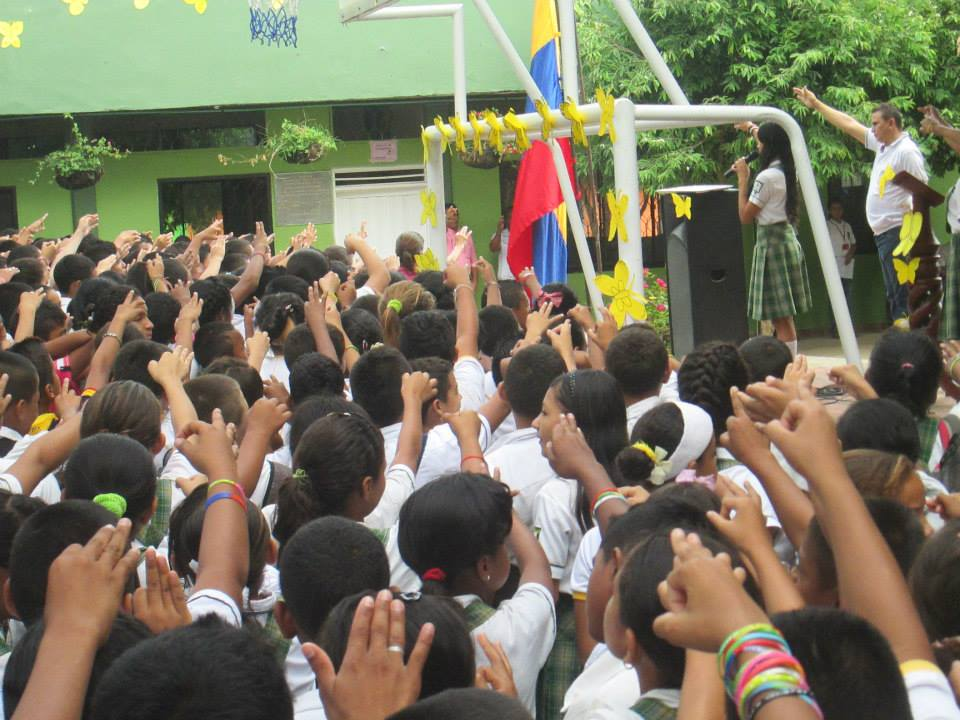
Juramento a la bandera por parte de estudiantes.

- Quien toma el juramento: "Juro por Dios fidelidad a mi bandera y a mi Patria, Colombia, de la cual es símbolo, una Nación soberana e indivisible, regida por principios de libertad, orden y justicia para todos. ¡Sí, juramos! si así lo hiciéramos que Dios y la patria nos premien y sino Él y ella nos demanden".

## Saludo a la bandera
El saludo a la bandera es un himno usado por las Fuerzas Militares de Colombia. Se utiliza como una especie de juramento a la soberanía nacional.
Letra del saludo a la bandera:

I
Salud adorada bandera que un día,
batiendo tus pliegues allá en Boyacá,
sellaste por siempre la lucha bravía
¡de un pueblo que ansiaba tener libertad! (bis)
II
En paz te ofrecemos, de olivos mil ramos
del Ande las flores en gran profusión;
y en torno a tu escudo, felices cantamos
¡los himnos más puros que da el corazón! (bis)
III
¡Oh! santa bandera nosotros te amamos
porque eres la patria, la gloria, el honor;
por ti moriremos Felices cantando
¡que viva el sublime pendón tricolor! (bis)